# Wahlenbergia tetramera
Wahlenbergia tetramera là loài thực vật có hoa trong họ Hoa chuông. Loài này được Thulin miêu tả khoa học đầu tiên năm 1987.